# The Con (альбом)
The Con — пятый полноформатный студийный альбом канадской инди-рок группы Tegan and Sara, выпущенный 24 июля 2007 года (18 февраля 2008 в Великобритании). В записи альбома участвовали Jason McGerr из Death Cab for Cutie, Matt Sharp из The Rentals (в песнях Сэры), Hunter Burgan of AFI (в песнях Тиган) и Kaki King.

## Об альбоме
The Con писался в течение долгого периода сильнейших переживаний обеих сестер. Сэра боролась к канадским миграционным законодательством, пытаясь добиться рабочей визы и разрешения на работу для своей девушки для того, чтобы они могли жить вместе (этому посвящена одна из песен альбома, «I Was Married»), Тиган же пыталась оправиться после разрыва пятилетних отношений.
Как и было обещано (на их страничке MySpace) специальное издание CD/DVD вышло одновременно с CD — альбомом группы. На CD/DVD версии было предупреждение об ограничении просмотра материала детьми или присутствия на DVD непотребных выражений, ругани и откровенных сцен, сам же CD подобного материала не содержал.
Первым синглом с альбома была выпущена композиция «Back in Your Head», вторым — «The Con». Оба трека сильно поспособствовали продвижению и раскрутке альбома. Также была выпущена пластинка (винил) данного альбома, к которой в качестве бонуса прилагался CD диск «The Con». Третьим синглом с альбома стал трек «Call It Off», на который 15 сентября 2008 был выпущен клип.
Согласно фильму на DVD, «Sugar, Spell It Out» — было изначальное, планируемое название альбома. Также в фильме рассказывается, что заглавный сингл пластинки «The Con» изначально назывался «Encircle Me», а песня «Like O, Like H» носила имя «SOS.»
Дизайн альбома был разработан Emily «Emy» Storey, которая является арт-директором группы (а заодно это и та самая девушка, которую Сэра пыталась перевезти в Канаду (см. выше))
Во время своего гастрольного тура по США в поддержку альбома The Con девушки записали серию видеообращений (размещены на их страничке MySpace), названных «Trailer Talk» (Разговоры в трейлере)
Во время концертов тура около 1500 копий диска было продано в поддержку благотворительности.

## Критика
В целом альбом получил положительные рецензии, так портал MetaCritic, который подытоживает оценки, мнения и рецензии авторитетных изданий, поставил альбому 80 из 100.
Альбом стартовал с 34 места рейтинга U.S. Billboard 200, с общими продажами за первую неделю 19000 копий. На второй неделе альбом вылетел из первых 50, занимая 69 место с 10000 проданными за вторую неделю дисками и общими продажами в 29000 дисков.
Журнал Filter Magazine назвал альбом The Con «поразительно мрачным, однако характерно живым. В нем чувствуется собственный стиль группы, которая научилась использовать сильную энергетику музыки, смягчая её мягким поп-фолковым звучанием с новой для них ноткой острой грусти». PopMattes оценил альбом на 8 из 10, отзываясь о нём как о «очень-очень удачном. А если точнее, это один из лучших альбомов 2007 года и один из лучших релизов за последнее время».

## Список композиций
| №                   | Название                          | Длительность |
| ------------------- | --------------------------------- | ------------ |
| 1.                  | «I Was Married» (S. Quin)         | 1:36         |
| 2.                  | «Relief Next to Me» (S. Quin)     | 3:04         |
| 3.                  | «The Con» (T. Quin)               | 3:33         |
| 4.                  | «Knife Going In» (S. Quin)        | 2:13         |
| 5.                  | «Are You Ten Years Ago» (T. Quin) | 3:21         |
| 6.                  | «Back in Your Head» (S. Quin)     | 3:00         |
| 7.                  | «Hop a Plane» (T. Quin)           | 1:53         |
| 8.                  | «Soil, Soil» (T. Quin)            | 1:27         |
| 9.                  | «Burn Your Life Down» (S. Quin)   | 2:26         |
| 10.                 | «Nineteen» (T. Quin)              | 3:00         |
| 11.                 | «Floorplan» (S. Quin)             | 3:41         |
| 12.                 | «Like O, Like H» (S. Quin)        | 2:43         |
| 13.                 | «Dark Come Soon» (T. Quin)        | 3:11         |
| 14.                 | «Call It Off» (T. Quin)           | 2:25         |
| Общая длительность: | Общая длительность:               | 37:37        |

## DVD «The Con»
- The Con: Фильм (создание альбома)
- Бонусы:
  - Птоз: что это
  - Птоз: лечение
  - Дреды из скотча
  - Впечатления

## Участники записи
- Tegan Quin — гитара, клавишные, фортепиано, вокал
- Sara Quin — гитара, клавишные, фортепиано, вокал
- Christopher Walla — гитара (6, 10), клавишные (12), орган (6), шейкер (6), кимвал (5), гавайская гитара (5, 14), бас-гитара (4, 9)
- Ted Gowans — гитара (2, 3, 6, 7, 9, 10, 14), клавишные (2, 4, 5, 6, 10, 11, 12, 13), орган (13)
- Matt Sharp — бас-гитара (1, 2, 6, 9, 11, 12) во всех песнях Сэры
- Hunter Burgan — бас-гитара (3, 7, 8, 10, 13, 14) во всех песнях Тиган
- Kaki King — слайд-гитара (4), гитара (11)
- Jason McGerr — ударные, перкуссия